# 新城詩歌有Guide詩歌頒獎禮
詩歌有Guide詩歌頒獎禮由香港新城廣播新城知訊台舉辦，為表揚基督教音樂人的付出與努力，推動過去一年的基督教音樂優秀作品讓更多人認識。各獎項是根據過去一年《詩歌有Guide》節目中每週公佈詩歌榜的上榜數據而決定。第一屆頒獎禮於2024年於荃灣荃新天地一期花園廣場 舉行。有報道指，這個頒獎禮是香港歷史以來，首個由主流大眾媒體主辦的基督教音樂頒獎禮。
《詩歌有Guide》是新城知訊台的一個節目，逢星期日下午9時至晚上10時於新城知訊台播出，主持為漢陽。《詩歌有Guide》節目由2024年6月開始，每週公布香港基督教詩歌榜的五首詩歌推介，乃參考詩歌頒獎禮伙伴機構，香港主流詩歌網站 CantonHymn 的網上詩歌搜索平台，以點擊數據及聽衆推介而定，藉以反映一眾基督教音樂愛好者對每首詩歌支持度。2025年8月開始，《詩歌推介榜》亦於新城知訊台的《樹窿78號》節目中播出。

## 2024年 (第一屆)
- 「新晉團隊獎」(五年內成立, 上榜歌曲最多的團隊) ：
  - 鹹蛋音樂事工
  - Sunset Worship
  - flow music

- 「上榜次數最多歌曲獎」：

| 得獎歌曲   | 得獎團隊             | 上榜次數 |
| ---------- | -------------------- | -------- |
| 因祢堅持   | 鹹蛋音樂事工         | 11       |
| 一生的恩惠 | 原始和聲 Raw Harmony | 10       |
| 是為祢預備 | Milk&Honey Worship   | 9        |
| 信         | 原始和聲 Raw Harmony | 9        |
| 撒種者的愛 | 同心圓敬拜福音平台   | 8        |

- 「人氣歌曲獎」：

| 得獎歌曲       | 得獎團隊                   | 上榜冠軍次數 |
| -------------- | -------------------------- | ------------ |
| 儘管我尚未看見 | HKACM feat. Sunset Worship | 6            |
| 唯有主基督     | 原始和聲 Raw Harmony       | 5            |
| 我的日子如何   | 玻璃海樂團                 | 3            |
| 撒種者的愛     | 同心圓敬拜福音平台         | 2            |

- 「年度歌曲獎」：《一千次頌讚》
  - 主唱：Promist
  - 作曲：Michael Luk
  - 填詞：水水
  - 編曲：Michael Luk、Frankie Yip
  - 監製：Frankie Yip

- 「年度大碟獎」：《救贖的聲音》大碟
  - 資源製作單位：Gsus Music Ministry
  - 監製/作曲/編曲：Johnny Yim
  - 填詞：三吉

## 上榜歌曲名單
以下列出新城電台詩歌有Guide詩歌榜開榜以來的上榜歌曲。括號內為所屬樂團。

## 外部連結
- 詩歌有Guide詩歌頒獎禮 官方網站